# Сандра Ромейн
Са́ндра Роме́йн (рум. Sandra Romain, наст. имя и фамилия — Мария Попеску (рум. Maria Popescu); род. 26 марта 1978 года, Тимишоара, Румыния) — румынская порноактриса. Получила широкую известность благодаря своему агрессивному и властному подходу к партнёрам в фильмах для взрослых. Также известна по особо жёстким сценам двойного анального проникновения.

## Биография
Сандра Ромейн замужем. У Сандры есть младшая сестра, Элис Ромейн, — также порноактриса.
Близко дружит с порноактрисой Мелиссой Лорен.
Начала карьеру порноактрисы в 2001 году: сначала снималась в Румынии, затем в Германии, а в 2005 году стала участвовать в съёмках в США. 13 января 2007 года Ромейн выиграла четыре награды на 24-м AVN Awards, проходившим в Лас-Вегасе.
По состоянию на 2019 год Ромейн снялась в 912 фильмах.

## Премии и номинации
| Год  | Церемония  | Категория                                        | Работа                                                      | Результат |
| ---- | ---------- | ------------------------------------------------ | ----------------------------------------------------------- | --------- |
| 2005 | AVN Awards | Лучшая иностранная актриса года                  |                                                             | Номинация |
| 2006 | AVN Awards | Лучшая сексуальная сцена в зарубежной постановке | Euro Domination                                             | Победа    |
| 2006 | AVN Awards | Лучшая групповая сексуальная сцена               | Service Animals 21 (вместе с Кариной Кей)                   | Номинация |
| 2007 | AVN Awards | Лучшая сцена анального секса - фильм             | Manhunters (Wicked Pictures)                                | Победа    |
| 2007 | AVN Awards | Лучшая сцена группового секса - видео            | Fashionistas Safado: The Challenge (Evil Angel Productions) | Победа    |
| 2007 | AVN Awards | Лучшая сексуальная сцена в зарубежной постановке | Outnumbered 4 (Evil Angel Productions)                      | Победа    |
| 2007 | AVN Awards | Лучшая сцена секса втроем                        | Fuck Slaves (Evil Angel Productions)                        | Победа    |